# NGC 1319
NGC 1319 è una galassia lenticolare situata nella costellazione dell'Eridano, a una distanza di circa 185 milioni di anni luce dalla nostra Via Lattea.

## Scoperta
La galassia è stata scoperta il 13 novembre 1835 dall'astronomo britannico John Herschel.